# Rusków
Rusków – wieś sołecka w Polsce położona w województwie mazowieckim, w powiecie łosickim, w gminie Platerów.

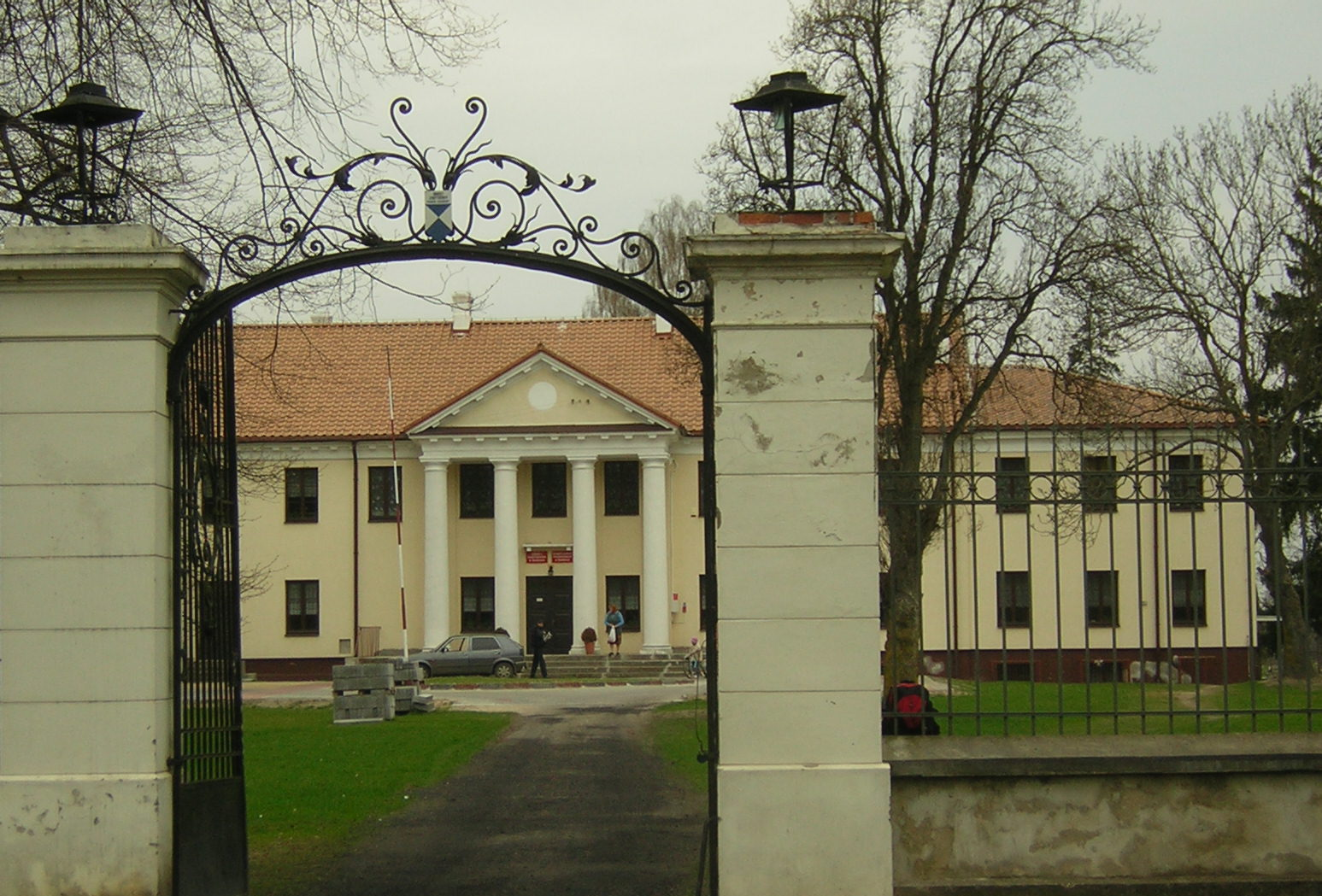
Front zabytkowego pałacu

W latach 1975–1998 miejscowość administracyjnie należała do województwa bialskopodlaskiego.
W 1580 roku rodzina Raczków herb Ostoja ufundowała tu zbór kalwiński.
We wsi znajduje się szkoła podstawowa. Szkoła użytkuje budynek XIX-wiecznego, zabytkowego pałacu.
Do rejestru zabytków wpisany jest cały zespół pałacowy obejmujący także: park, folwark, stajnię, ogrodzenie z bramą, 2 czworaki, budynek mieszkalny i spichlerz.
We wsi znajduje się zabytkowy kościół parafialny pod wezwaniem św. Izydora wybudowany w latach 1905–1908.